# Esmée Peperkamp
Esmée Peperkamp (* 23. Juli 1997 in Didam) ist eine niederländische Radrennfahrerin, die auf der Straße aktiv ist.

## Sportlicher Werdegang
In ihrer Jugend hatte Peperkamp Fußball gespielt und Turnsport betrieben. Zum Radsport kam sie erst während des Studiums, wo sie zunächst für den Studentenverein Mercurius Nijmegen fuhr. 2019 gewann sie den Studenten-Cup, eine Serie von Studentenwettkämpfen. Im selben Jahr trat sie auch erstmals international in Erscheinung und wurde mit ihrem neuen Verein an den Leistungssport herangeführt. 2020 konnte sie trotz COVID-19-Pandemie durch vordere Platzierungen auf sich aufmerksam machen, mit Unterstützung ihres Trainers erhielt sie zur Saison 2021 einen Vertrag beim Team DSM.
Bei Choralis Fourmies Féminine 2021 erzielte Peperkamp die erste Top-10-Platzierung für ihr neues Team, im folgenden Jahr stand sie beim Prolog zur Baloise Ladies Tour als Dritte erstmals auf dem Podium eines internationalen Rennens. Ihr bisher wertvollsten Resultate erzielte sie bei der UAE Tour 2023 mit einem vierten Etappenrang und dem achten Platz in der Gesamtwertung. Beim Giro d’Italia Donne 2023 war sie wichtige Helferin von Juliette Labous bei deren zweiten Gesamtrang. Nach einer langwierigen Verletzung und Operation am Gesäß stieg Peperkamp erst im Mai bei der Vuelta a Burgos Feminas 2024 wieder in das Renngeschehen ein. Jedoch konnte sie nach dem Massensturz der dritten Etappe am Folgetag nicht mehr antreten und musste erneut pausieren.